# Ибатуллин, Ильфак Гаянович
Ильфак Гаянович Ибатуллин (род. 30 апреля 1990 года, Башкирская АССР, РСФСР, СССР) — борец на поясах и курэшист, чемпион России по борьбе на поясах, призёр чемпионатов России по борьбе на поясах, Серебряный Чемпион Мира по борьбе на поясах, мастер спорта России.
Серебряный призёр Чемпионата мира по борьбе на поясах (2012),
Дважды Бронзовый призёр Чемпионата мира по борьбе на поясах (2016 (недоступная ссылка) и 2015);
Чемпион России по борьбе на поясах в 2015 году,
Серебряный призёр Чемпионата России по борьбе на поясах в 2016 году
Бронзовый призёр Чемпионата России в 2014 году;
Чемпион России по борьбе корэш в 2012 году
Бронзовый призёр Чемпионата России по борьбе корэш в 2014 году;
Чемпион Республики Башкортостан по борьбе корэш в 2012 году.
Ибатуллин И. Г. является действующим спортсменом, тренируется под руководством Исмагилова Роберта Альбертовича, и в настоящее время работает тренером-преподавателем по борьбе на поясах в Спортивной школе № 14 города Уфы.
Как тренер Ибатуллин И. Г. воспитал двоих Чемпионок Первенства Мира (Бакирова Арина и Силантьева Елизавета) и одну Чемпионку Первенства России (Алиева Альбина).

## Спортивные звания
Присвоено спортивное звание "Мастер спорта России"  по виду спорта «Борьба на поясах» Приказом Минспорта России "О присвоении спортивного звания "Мастер спорта России" от 15 января 2015 г. № 6-нг ;

## Спортивные достижения
- На Первенстве России по борьбе на поясах среди юниоров и юниорок 1990-1992 года рождения, прошедшем в г.Липецке в период с 5 по 7 марта 2010 года, Ибатуллин Ильфак в весовой категории 55кг занял 3 место;
- На Чемпионате Республики Башкортостан по борьбе курэш среди победителей городских и районных сабантуев, прошедшем в городе Уфа в июле 2012 года, Ибатуллин Ильфак занял 1 место в весовой категории 70 кг.
- На Кубке Мира по борьбе на поясах поясах (BELT WRESTLING WORLD CUP, 06-09.11.2012 year, Ufa, Russia), прошедшем с 06 по 09 ноября 2012 года в городе Уфа, серебряный призер (2 место) - Ибатуллин Ильфак (62 кг).
- На Чемпионате и Первенстве России – 2012 по борьбе "Корэш", прошедшем с 7 по 9 декабря 2012 года в городе Казань Республика Татарстан, Ибатуллин Ильфак занял 1 место в весовой категории до 70 кг;
- На Чемпионате России по борьбе на поясах, прошедшем с 18 по 21 сентября 2014 года в городе Владикавказ Северная Осетия - Алания, Ибатуллин Ильфак занял 3 место (в весовой категории 62 кг);
- На Чемпионате России по борьбе куреш, прошедшем  7 декабре 2014 года в городе Уфа, бронзовым призером 3 место стал Ильфак Ибатуллин (в категории 60 килограммов);
- На Чемпионате России по борьбе на поясах, прошедшем  в городе Казань Республика Татарстан с 15 по 18 октября 2015 года Ильфак Ибатуллин (62кг) занял 1 место.
- На XIII Чемпионате Мира по борьбе на поясах (XIII  WORLD BELT WRESTLING CHAMPIONSHIP, Year 2015,  November  19-23,  RUSSIA, KAZAN) , который прошел в городе Казань Республика Татарстан с 19 по 23 ноября 2015 года, в весе до 62 кг в классическом стиле 3 место занял Ильфак Ибатуллин;
- На Чемпионате России по борьбе на поясах, прошедшем 23-24 сентября 2016 года в городе Владикавказ, Северная Осетия, Серебряным призером стал Артур Зулькарнаев (68 кг) – 2 место;
- На XIV Чемпионате Мира по борьбе на поясах (XIV BELT WRESTLING WORLD CHAMPIONSHIP,  Year 2016, October 27-30,  RUSSIA, NABEREZHNYE  CHELNY), прошедшем 27–29 октября 2016 года в городе Набережные Челны Республика Татарстан, Ибатуллин Ильфак занял 3 место «бронзовый призер».

## Публикации в СМИ
На официальном государственном сайте Комитета по физической культуре и спорту городского округа город Уфа Республики Башкортостан (www.ufacity-sport.ru) опубликованы результаты Чемпионата и Первенства России – 2012 по борьбе "Корэш", прошедшем с 7 по 9 декабря 2012 года в городе Казань Республика Татарстан. Ибатуллин Ильфак занял 1 место в весовой категории до 70 кг. 
Опубликованы результаты участия на прошедшем Кубке мира по борьбе на поясах (классический стиль) с 06 по 09 ноября 2012 года в городе Уфа,  где Ибатуллин Ильфак занял 2 место.
На официальном государственном сайте Комитета по физической культуре и спорта городского округа город Уфа Республики Башкортостан (www.ufacity-sport.ru) 03 октября 2014 года   опубликована статья  «Воспитанники ДЮСШ № 14 победители и призеры соревнований» о  прошедшем с 18 по 21 сентября 2014 года в городе Владикавказ Северная Осетия Чемпионате России по борьбе на поясах,  где Ибатуллин Ильфак занял 3 место (в весовой категории 62 кг). 
На официальном государственном сайте Министерства молодежной политики и спорта Республики Башкортостан (www.mmpsrb.ru ) 31 октября 2016 года опубликована статья «Башкирские спортсмены успешно выступили на Чемпионате Мира по борьбе на поясах!», где говорится о прошедшем 27–29 октября 2016 года в городе Набережные Челны Республика Татарстан XIV Чемпионате Мира по борьбе на поясах, в котором приняли участие команды из России, Ямайки, Израиля, Конго, Китая, Новой Зеландии, Киргизии, Казахстана, Узбекистана и других стран мира. Ильфак Ибатуллин  занял 3 место «бронзовый призер».   
На официальном государственном сайте Министерства молодежной политики и спорта Республики Башкортостан (www.mmpsrb.ru )19 октября 2015 года  опубликована статья  «Рустем Арсланов – пятикратный чемпион России по борьбе на поясах!»  о прошедшем  в городе Казань Республика Татарстан с 15 по 18 октября 2015 года Чемпионате России по борьбе на поясах, где стал Чемпионом, заняв 1 место - Ильфак Ибатуллин (62кг).
На официальном государственном сайте Администрации городского округа города Уфа Республики Башкортостан (www.ufacity.info ) (Official web site of Ufa City Municipal District Administration of Bashkortostan Republic) 24 июля 2012 года опубликована статья  «Успехи уфимских батыров» о прошедшем в городе Уфа в июле 2012 года Чемпионате Республики Башкортостан по борьбе курэш среди победителей городских и районных сабантуев, на котором «… в весовой категории 60 кг не было равных Ильфаку Ибатуллину, который занял I место,…»
На официальном сайте города Набережные Челны Республика Татарстан ( http://nabchelny.ru/ ) 31 октября 2016 года опубликована статья «В Челнах завершился Чемпионат Мира по борьбе на поясах и гореш», где говорится о прошедшем 27–29 октября 2016 года в городе Набережные Челны Республика Татарстан XIV Чемпионате Мира по борьбе на поясах, в котором Ильфак Ибатуллин занял 3 место (3  PLACE - IBATULLIN  ILFAK)  .
В Республиканской общественно-политической газете «Башкортостан»  в номере от 08 декабря 2014 года опубликована статья под названием: «Спортсмены из Башкирии стали призерами чемпионата России по борьбе куреш» о  Чемпионате России по борьбе куреш, прошедшем     7 декабре 2014 года в городе Уфа, на котором бронзовым призером стал Ильфак Ибатуллин (в категории 60 килограммов) ) (Газета зарегистрирована в Федеральной службе по надзору в сфере связи, информационных технологий и массовых коммуникаций (Роскомнадзор). Свидетельство ПИ № ФС 77 - 33205 от 11.09.2008 г. )
На официальном сайте  Международного союза общественных объединений «Всемирный курултай (конгресс) башкир» (World Kurultay (Congress) of Bashkir People)  (www.kurultay-ufa.ru )  28 сентября 2016 года опубликована статья  «Сборная Башкортостана приехала с Чемпионата России по борьбе на поясах с 11-ю наградами»  о прошедшем 23-24 сентября 2016 года в городе Владикавказ, Северная Осетия Чемпионате России по борьбе на поясах. В статье говорится «… Серебряными призерами стали … Ильфак Ибатуллин (62 кг),…»
На официальном сайте партии «Единая Россия» (www.bashkortostan.er.ru Архивная копия от 17 мая 2017 на Wayback Machine ) опубликована статья «Депутат ГосДумы Федерального Собрания РФ Марсель Юсупов поприветствовал участников Чемпионата России по борьбе куреш» о  Чемпионате России по борьбе куреш, прошедшем      7 декабре 2014 года в городе Уфа, на котором бронзовым призером стал Ильфак Ибатуллин (в категории 60 килограммов).
На сайте Общественной электронной газеты информационного агентства «Башинформ» (www.Bashinform.ru)  07 ноября 2012 года  опубликована статья «В Уфе стартовал Кубок планеты по борьбе на поясах – 2012» о прошедшем с 06 по 09 ноября 2012 года в городе Уфа Кубке Мира по борьбе на поясах.
На сайте Общественной электронной газеты информационного агентства «Башинформ» (www.Bashinform.ru)  25 сентября 2014 года   опубликована статья  «Башкирские борцы на поясах привезли награды из Владикавказа» о прошедшем с 18 по 21 сентября 2014 года в городе Владикавказ Северная Осетия Чемпионате России по борьбе на поясах,  где Ибатуллин Ильфак занял 3 место (в весовой категории 62 кг).
На сайте Общественной электронной газеты информационного агентства «Башинформ» (www.Bashinform.ru)  23 ноября 2015 года  опубликована статья «Борец Башкирии завоевал «золото» для сборной России на Чемпионате Мира в Казани» о  IV Чемпионате Мира по борьбе на поясах, который прошел в городе Казань Республика Татарстан с 19 по 23 ноября 2015 года. В весе до 62 кг в классическом стиле третье место занял Илфак Ибатуллин .
На сайте государственного медиа-холдинга Республики Башкортостан Телерадиовещательной компании «Башкортостан» (www.tv-rb.ru ) опубликована статья от 23 ноября 2015 года «Башкирские спортсмены успешно выступили на Чемпионате Мира по бортьбе куреш и борьбе на поясах» написанная по информации, переданной в телепрограмме «Новости» в разделе «Спорт» на главном республиканском телеканале «Башкирское спутниковое телевидение» (БСТ), о  репортаж о  IV Чемпионате Мира по борьбе на поясах, который прошел в городе Казань Республика Татарстан с 19 по 23 ноября 2015 года. В весе до 62 кг в классическом стиле третье место занял Илфак Ибатуллин.  Видео с телепрограммой «Новости» и моим участием в этой телепередаче приведено ниже статьи.
На новостном интернет портале Медиакорсеть  (www.mkset.ru )  в разделе «Спорт» 31 октября 2016 года опубликована статья «Уфимец стал Чемпионом Мира по борьбе на поясах», где говорится о прошедшем 27–29 октября 2016 года в городе Набережные Челны Республика Татарстан XIV Чемпионате Мира по борьбе на поясах, в котором приняли участие команды из России, Ямайки, Израиля, Конго, Китая, Новой Зеландии, Киргизии, Казахстана, Узбекистана и других стран мира. Ильфак Ибатуллин занял 3 место «бронзовый призер».  (Свидетельство о регистрации СМИ ИА № ТУ 02 – 01551 от 28.07.2016г. выдано Управлением Федеральной службы по надзору в сфере связи, информационных технологий и массовых коммуникаций по Республике Башкортостан (Роскомнадзором))
На официальном сайте Всероссийской Федерации борьбы на поясах (www.belt-wrestling.su ) в разделе «Итоги прошедших соревнований» опубликованы результаты Первенства России по борьбе на поясах среди юниоров и юниорок 1990-1992 года рождения, прошедшего в г. Липецке в период с 5 по 7 марта 2010 года, в котором Ибатуллин Ильфак в весовой категории 55кг занял 3 место.
«Итоги прошедших соревнований» опубликованы результаты прошедшего с 06 по 09 ноября 2012 года в городе Уфа Кубке Мира по борьбе на поясах.Ибатуллин Ильфак занял 2 место в весе до 62 кг .
«Итоги прошедших соревнований» опубликованы результаты Чемпионата России по борьбе на поясах, прошедшем с 18 по 21 сентября 2014 года в городе Владикавказ Северная Осетия, где 'Ибатуллин Ильфак занял 3 место (в весовой категории 62 кг)''.'
«Итоги прошедших соревнований» опубликованы результаты Чемпионата России по борьбе на поясах, прошедшем в городе Казань Республика Татарстан с 15 по 18 октября 2015 года, где занял 1 место Ильфак Ибатуллин (62кг).
«Итоги прошедших соревнований» опубликованы результаты Чемпионата Мира по борьбе на поясах (XIV BELT WRESTLING WORLD CHAMPIONSHIP,  YEAR 2016, OCTOBER 27-30,  RUSSIA, NABEREZHNYE  CHELNY),  прошедшего 27–29 октября 2016 года в городе Набережные Челны Республика Татарстан,  где  Ильфак Ибатуллин (62кг) занял 3 место (3  PLACE - IBATULLIN  ILFAK). 
На официальном сайте Международной федерации борьбы на поясах (сокр. МФБП) (англ. International belt wrestling association, сокр.IBWA) (www.ibwa-w.com Архивная копия от 22 мая 2017 на Wayback Machine ), которая занимается развитием и популяризацией борьбы на поясах во всём мире и консолидирует все виды поясной борьбы, выложены итоги соревнований мирового уровня: XIV BELT WRESTLING WORLD CHAMPIONSHIP,  YEAR 2016, OCTOBER 27-30,  RUSSIA, NABEREZHNYE  CHELNY (XIV Чемпионат Мира по борьбе на поясах, прошедший 27–29 октября 2016 года в городе Набережные Челны Республика Татарстан). Ильфак Ибатуллин  занял 3 место (3  PLACE - IBATULLIN  ILFAK). Перечень призеров соревнований на сайте Международной Федерации борьбы на поясах: http://ibwa-w.com/storage/files/prizery-4.pdf  Протоколы соревнований на сайте Международной Федерации борьбы на поясах: https://web.archive.org/web/20170705090404/http://ibwa-w.com/gallery/photos/photo_gallery134   Положение Чемпионата Мира на английском: http://ibwa-w.com/storage/files/polozhenie-chempionata-mira-na-angliyskom.pdf ;
XIII BELT WRESTLING WORLD CHAMPIONSHIP,  YEAR 2015 , NOVEMBER 19-22,  RUSSIA , KAZAN  (XIII Чемпионат Мира по борьбе на поясах, прошедший 19-22 ноября 2015 года в городе Казань Республика Татарстан) в весовой категории до 62 кг в классическом стиле по борьбе на поясах третье место занял Ильфат Ибатуллин (WEIGHT CATEGORY - 62KG MENs CLASSICSTEYLE – 3  PLACE - IBATULLIN ILFAK). Перечень призеров соревнований на сайте Международной Федерации борьбы на поясах:  http://ibwa-w.com/gallery/photos/photo_gallery77 .
Главный  Республиканский Телеканал «Башкирское спутниковое телевидение» (БСТ) 30 ноября 2016 года показал в телепрограмме «Новости»  репортаж о Первенстве Мира по борьбе на поясах, который прошел в городе Астана (Казахстан) в ноябре 2016 года, где речь идет о спортсменках Спортивной школы № 14 - Арина Бакирова и Елизавета Силантьева, которые стали абсолютными Чемпионками Первенства Мира, об их тренере - Ибатуллине Ильфаке. На сайте государственного медиа-холдинга Республики Башкортостан Телерадиокомпании «Башкортостан» (www.tv-rb.ru ) есть видео с телепрограммой «Новости» и с фото при встрече спортсменок при возвращении с Первенства Мира.(Свидетельство о регистрации СМИ № ЭЛ № ФС 77 – 63343 от 16.10.2015 г., выдано Управлением Федеральной службы по надзору в сфере связи, информационных технологий и массовых коммуникаций по Республике Башкортостан).
Главный  Республиканский Телеканал «Башкирское спутниковое телевидение» (БСТ) 09 декабря 2014 года показал в телепрограмме «Новости» репортаж о Чемпионате России по борьбе куреш, прошедшем 7 декабре 2014 года в городе Уфа. На этом соревновании Бронзовым призером 3 место стал Ильфак Ибатуллин (в категории 60 килограммов).  На сайте государственного медиа-холдинга Республики Башкортостан Телерадиокомпании «Башкортостан» (www.tv-rb.ru ) есть видео с телепрограммой «Новости».  (Свидетельство о регистрации СМИ № ЭЛ № ФС 77 – 63343 от 16.10.2015 г., выдано Управлением Федеральной службы по надзору в сфере связи, информационных технологий и массовых коммуникаций по Республике Башкортостан).
Главный Республиканский Телеканал «Башкирское спутниковое телевидение» (БСТ) 23 ноября 2015 года  показал в телепрограмме «Новости»  репортаж о  IV Чемпионате Мира по борьбе на поясах, который прошел в городе Казань Республика Татарстан с 19 по 23 ноября 2015 года. В весе до 62 кг в классическом стиле третье место занял Илфат Ибатуллин. На сайте государственного медиа-холдинга Республики Башкортостан Телерадиокомпании «Башкортостан» (www.tv-rb.ru ) есть видео с телепрограммой «Новости».     (Свидетельство о регистрации СМИ № ЭЛ № ФС 77 – 63343 от 16.10.2015 г., выдано Управлением Федеральной службы по надзору в сфере связи, информационных технологий и массовых коммуникаций по Республике Башкортостан).